# Ingrannes
Ingrannes – miejscowość i gmina we Francji, w Regionie Centralnym, w departamencie Loiret.
Według danych na rok 1990 gminę zamieszkiwało 330 osób, a gęstość zaludnienia wynosiła 8 osób/km² (wśród 1842 gmin Centre, Ingrannes plasuje się na 816. miejscu pod względem liczby ludności, natomiast pod względem powierzchni na miejscu 152.).